# Región de Kilimanjaro
La región de Kilimanjaro es una de las treintaiuna regiones administrativas en las que se encuentra dividida la República Unida de Tanzania. Su capital es la ciudad de Moshi.

## Distritos
Esta región se encuentra subdividida internamente en seis distritos:
- Moshi Urbano
- Moshi Rural
- Hai
- Mwanga
- Rombo
- Same

## Territorio y población
La región del Kilimanjaro tiene una extensión de 13.250 km², y una población de 1.861.934 personas. La densidad de población es de 140'5 habitantes por kilómetro cuadrado.
- Datos: Q328922
- Multimedia: Kilimanjaro Region / Q328922